# Calamity Anne's Trust
Calamity Anne's Trust è un cortometraggio muto del 1913 diretto da Allan Dwan. Fa parte di una serie di dodici cortometraggi di genere western dedicati al personaggio di Calamity Anne, interpretata da Louise Lester. Altri interpreti del film erano James Harrison, Violet Knights, J. Warren Kerrigan, Jack Richardson, George Periolat.
Copia della pellicola (un negativo 16 mm) si trova conservata presso un archivio privato.

## Trama
Calamity Anne adotta una ragazza, figlia di un suicida. Anne tiene a bada con i suoi soliti metodi gli ammiratori e alla fine la fa sposare al suo innamorato, un giovane tamburino.

## Produzione
Il film fu prodotto dall'American Film Manufacturing Company.

## Distribuzione
Distribuito dalla Mutual, il film - un cortometraggio in una bobina - uscì nelle sale cinematografiche statunitensi il 26 aprile 1913. Il 2 marzo 1917, ne uscì una riedizione con il titolo Calamity Anne's Protégé.